# Alberto Lozano Ibarra
Alberto Lozano Ibarra «Martxi» es un político español de ideología nacionalista vasca, ex-alcalde de Sestao por el Partido Nacionalista Vasco desde el 14 de junio de 2003 hasta el 16 de junio de 2007 tras ganar las elecciones municipales del 17 de mayo de ese mismo año, expresidente del Sestao River Club entre 2012 y 2015 y actualmente concejal en el Ayuntamiento de Sestao. Fue el alcalde número 53 de la historia sestaoarra y el 5º desde la Transición.

## Biografía

### Inicios
Trabajó en Astilleros hasta ser prejubilado por la empresa. Desde su juventud estuvo vinculado al Partido Nacionalista Vasco

### Alcaldía de Sestao (2003-2007)
El 14 de junio de 2003 es investido Alcalde de Sestao, el 53.º de su historia y el 5º desde la Transición, tras ganar las elecciones municipales de ese mismo año y arrebatando al Partido Socialista uno de sus feudos tradicionales en la Margen Izquierda.
Martxi fue como número 11 en la lista de 2015 del Partido Nacionalista Vasco encabezada por Josu Bergara López para las elecciones municipales y actualmente ostenta el cargo de concejal en el Ayuntamiento de Sestao.
El 10 de mayo de 2010 es nombrado consejero de la BBK, ocupando dicho cargo hasta el 12 de noviembre de 2012.

### Presidencia del Sestao River Club (2012-2015)
El 15 de mayo de 2012 toma las riendas del Sestao River Club tras la marcha de Pedro Mansilla por motivos de salud. En su mandato, que dura hasta terminar la temporada 2014/15, el club consigue ganar la liga de Segunda División B y disputar el ascenso a Segunda División, aunque sin lograrlo en detrimento del Albacete Balompié.